# Хадријанов храм
Хадријанов храм (Templum Divus Hadrianus, такође Hadrianeum) храм је који је 145. године нове ере Антонин Пије посветио свом оцу, деификованом цару Хадријану на Марсовом пољу у Риму, у Италији. Антонин је био његов усвојени син и наследник. Овај храм је раније био познат као Нептунова базилика, али је касније правилно приписан Хадријановом храму довршеном за време Антонина Пија. С једним зидом целе и једанаест стубова са спољне колонаде који су преживели, остаци храма уграђени су у каснију зграду на Пјаци ди Пјетра (Пјаца од камена — изведено из употребе камена храма за изградњу пјаце), при чему је његову фасаду, уз архитрав који је касније реконструисан, Карло Фонтана уградио у папску палату из 17. века, коју данас заузима римска Привредна комора. 

## Историја
Цар Хадријан је умро 138. године н.е, а његов наследник Антонин Пије посветио му је овај храм готово деценију касније, 145. године. Мада не постоји натпис којим би се овај храм идентификовао као Хадријанов, постоји запис Антонина Пија наведен у Регионарним каталозима међу осталим хадријанским династичким споменицима између Пантеона и улице Виа дел Корсо.
Изгледа да је постојало још једно велико место храмова на западу, можда Матидије и Марцијане, Хадријанове таште и њене мајке, Трајанове старије сестре, које су обе деификоване након смрти.
Владавина Антонина Пија можда није унела велике стилске новине у архитектонским програмима у Риму, али се побринуо за завршетак зграда које је започео или је намеравао његов покојни претходник Хадријан.

## Локација
Храм деификованог Хадријана налазио се у оквиру Марсовог поља (Campus Martius) у непосредној близини ранијег Августовог Соларијума (Solarium Augusti), и касније изграђеног стуба Марка Аурелија. У Нотитији је такође наведено да се налази у Регији IX у близини терми Александра Северуса и Агрипе. Храм Матидије (Хадријанове таште) такође је вероватно стајао западно од Храма Хадријана, па се и даље расправља о присуству монументалних улаза на оба краја храма, мада остаци то не потврђују. Сам храм такође је стајао унутар простране четврти окружене колонадом, чије је делове Родолфо Ланчани открио у својим раним ископавањима околних простора.

## Архитектура

### Остаци
Давно су нестале три стране храма; преостало је само једанаест стубова с коринтским базама и капителима, као и једна страна зида целе уграђена у палату из деветнаестог века у којој се и даље налази Римска берза. 
Док је доњи део изворно богато изрезбарене ентаблатуре преживео, остатак је забележен на цртежима из шеснаестог века. У модерно доба ентаблатура је у великој мери поправљена у штукатури, а венац је тако лоше обновљен да постоје три различите верзије, а само централна подсећа на оригинал.
Трагови сводова испод предњих степеница такође показују да је храм првобитно био окренут према истоку (према Корзу) и вероватно је имао осам стубова напред, и тринаест дуж обе стране конструкције. Ови трагови се такође састоје од сачуваних остатака спона за које се претпоставља да су пиластери били спојени с колонадом.

### Ископавања
Ископавања су започета 1878, а недавна истраживања подрума зграда на другим странама Пјаце ди Пјетра идентификовала су линију монументалног оградног зида, с великим закривљеним екседрама позади. Прочеље колонаде иза ограде такође је темељно ископано, што је открило изворни ниво тла храма, 5 м испод садашњег нивоа и страну високог подијума обложену белим мермером како би одговарао горњим стубовима.

### Грађевински материјал
- Проконезијски мермер је коришћен, са сивим и белим хоризонталним тракама за стубове коринтског реда пречника 1,44 м и висине 14,8 м.[3] [2] Овај тип мермера дошао је из северозападне Турске и у Риму се заиста не појављује до краја Хадријанове владавине, а Севери су га широко користили.
- Пеперино бигар (подијум обложен одговарајућим белим мермером) коришћен је за зид целе који се налази иза колонаде. Блокови пеперина остали су храпави, вероватно да би били прекривени мермерним облогама.
- Неки од канелурираних стубова околне колонаде били су од giallo antico, обојеног мермера познатог и под називом Нумидијански жути из Туниса који се користио за стубове, поплочавање и танке облоге.

### Грађевинске технике
Унутрашњост квадратне целе била је обложена уграђеним редом полустубова и имала је кесонски бетонски свод обожен мермерним плочама које су преживеле унутар зграде Берзе.

## Дизајн
Претпоставља се да је храм био у октастилу (са 8 стубова), подигнут на типичном римском високом подијуму, периптерос стила и вероватно му се прилазило степеницама са источног краја с дубоком целом од три брода. Током Хадријанове владавине, периптерос стил храма накратко се поново вратио у моду у Риму, а такође је коришћен и у храму Венере и Риме.
Унутар брода виде се остаци не-апсидалне целе, некада покривен сводом ослоњеним на стубове између којих су били борбени трофеји. У основи колона налазили су се рељефи оличења провинција царства (од којих су неки сада у Националном римском музеју и Музејима Капитолина), што показује Хадријанову мање ратоборну политику од његовог претходника Трајана.
Као један од ранијих грађевинских пројеката Антонина Пија, Хадријанов храм подсећа на друге карактеристике дизајна које видимо код касно-хадријанске архитектуре, попут одбацивања православног Коринтског реда и значајних стилских прелаза попут азијског који илуструје утицај Пергама богат орнаментиком и другим више еклектичним особинама.
Штавише, тврдило се с обзиром на остатке и раније изведбе храма да је готово свака површина била украшена, било замршеним азијским дизајном, било полустубовима и пиластерима који су окруживали унутрашњост целе.
Храм је такође имао велику квадратну аркаду окружену стубовима која се кроз славолук отварала према Виа Лата (данас Виа дел Корсо). Овај лук је у каснијим изворима идентификован као онај који се назива „Антонинов лук“, али се назива и „Клаудијев лук“ и „лук Тосети“, од имена породице која је насељавала Пјацу Шара (данас нестала због проширења пута Виа дел Корсо). Иако је срушен, лук је у 18. веку ипак дао име улици "Виа дел'Аркето".

### Рељефи 'провинција'
Низ мраморних постоља и плоча (укупно 24 до сада) пронађени су у близини Хадријановог храма и стога се сматра да су чинили део његовог украсног програма. Према Ричардсону, подијум храма био је у плочама, а вертикална постоља испод стубова илустровала су алегоријске фигуре провинција царства у високом рељефу, док су уоквирени панели испод интерколумнација имали једноставне али увећане трофеје оклопа и оружја. Шеснаест фигура провинција остало је добро очувано и размештено је међу пет различитих колекција у Риму и Напуљу. Били су уклесани у рељефу с персонификацијама градова и народа из Римског царства, наизменично с војним и поморским трофејима. Коришћени грађевински материјали био је проконезијски мермер. Међутим, још увек се расправља да ли су ти остаци директно из Хадријановог храма или из других великих јавних зграда које су га окруживале. Штавише, наставља се расправа у вези с идентификацијом провинција које су илустроване будући да неки тврде да их је првобитно било 25 како би се објасниле различите персонификације које су се појављивале на кованицама Антонина Пија, препознатљиве по ношњи и оружју.
- Капитолински музеји:

- Мезија или Тракија
- Ахаја (?)
- Трофеј
- Мавретанија (?)
- Галија или Германија
- Трофеј
- Хиспанија (?)
- Битинија или Дакија
- Трофеј
- Либија или Нумидија

- Национални римски музеј, Палацо Масимо:

- Египат (?)
- Тракија (?)

- Национални археолошки музеј, Напуљ:

- Партија или Јерменија
- Трофеј
- Скитија или Норик
- Трофеј
- Фригија или Битинија